# Gabriele La Porta
Gabriele La Porta (Roma, 5 maggio 1945 – Roma, 19 febbraio 2019) è stato un giornalista, autore televisivo, conduttore televisivo scrittore e traduttore italiano.

## Biografia
Era figlio del baritono di origine pugliese Arturo La Porta e dall'attrice reggina Antonella Della Porta.. Laureatosi in Filosofia negli anni settanta con il massimo dei voti, ha incominciato a interessarsi a Giordano Bruno, curando e traducendo alcune opere del filosofo di Nola, il De umbris idearum (1976) e il Cantus Circaeus (1977), riprendendo poi le tematiche con il libro Giordano Bruno. Il nolese di ghiaccio (1991) pubblicato da Bompiani.
Per 42 anni in Rai, ha incominciato la sua lunga carriera nel servizio pubblico a 23 anni, prima come programmista, poi, tra gli altri incarichi, come conduttore, giornalista professionista, editorialista del Radiocorriere TV, vice caporedattore del TGR Lazio, caporedattore del DSE RAI ("Dipartimento Scuola Educazione", l'attuale struttura RAI Cultura). Nel 1994 ha avuto la nomina a direttore di Rai 2, incarico che ha ricoperto per un anno e mezzo e nel 1996 è diventato il primo direttore di Rai Notte, la struttura che curava il palinsesto notturno di Rai 1, Rai 2 e Rai 3, apparendo spesso anche in video come conduttore di trasmissioni culturali. Essendone stato ininterrottamente direttore per 16 anni (fino al 2012), La Porta è stato il più longevo dirigente della storia della televisione pubblica italiana.
Dal 2001 ha acquisito particolare popolarità essendo stato imitato e parodiato da Corrado Guzzanti.
È stato solido il suo sodalizio umano e professionale con Pino Gagliardi. Nel 2006 ha condotto, accanto allo scrittore Giuseppe Carlotti, il programma televisivo Ti presento Sophia, interamente dedicato alla storia della filosofia. La coppia La Porta - Carlotti si è riunita nel giugno 2008 per una nuova edizione del programma, sempre circondata da un numero pari di persone. Tra gli altri libri pubblicati, La magia (1998), Coincidenze miracolose (2001), Storia della magia (2001), e la trilogia di A come anima, A come amore e C come cuore. Nell'ottobre del 2008 è uscito Dizionario dell'inconscio e della magia, pubblicato per Sperling & Kupfer. Il suo ultimo lavoro, Tu chiamale se vuoi coincidenze è stato pubblicato nel 2011 da La Lepre Edizioni.
Il 5 maggio 2010 va in pensione e lascia la Rai, per passare al circuito televisivo Cinquestelle, dove ha condotto, insieme con Egidio Senatore, il programma Come state?, una diretta di 4 ore, che affrontava tematiche sociali con la partecipazione, senza filtro, delle telefonate del pubblico; in questo contesto hanno partecipato figure autorevoli come l'allora presidente dell'INPS Antonio Mastrapasqua e l'allora presidente dell'Agcom Corrado Calabrò. Dal 2 giugno 2010 al dicembre 2011 è stato direttore di EcoRadio, per la quale ha condotto, sempre insieme a Egidio Senatore, la rubrica letteraria La Grande Madre. Ha inoltre lavorato su EcoTv. È stato ospite fisso del format radiofonico News of the World su Radio Manà Manà. Il 28 aprile 2012 è stato insignito della cittadinanza onoraria dal comune di Boscoreale. Ha gestito per anni un blog su internet.
Malato da tempo, è morto il 19 febbraio 2019 all'età di 73 anni.

### Televisione
Come autore, curatore, giornalista e conduttore radiotelevisivo si è occupato, principalmente, di tematiche culturali e sociali. Tra i suoi programmi Rai si ricordano:
Scuola aperta (1976), Tra scuola e lavoro (1977), Ricerca sul mito (1978), Sulle orme degli antenati (1979), Incontri nella notte, colloqui con gli scrittori contemporanei (1980), Segnali: appunti sui giovani d'oggi (1981), Incontri della notte (1982-83, Rai 1-DSE), Immagini da leggere (1982-83, Rai 3), Novecento: storia della letteratura italiana dal 1945 ad oggi (1989), Bellitalia (1989-91).
Ha curato e condotto, per Rai 2, Casablanca (1990), programma di aggiornamenti editoriali. Ha condotto lo spazio letterario della rubrica televisiva di Rai 2 La Rete (1990), ha curato e condotto Parlato semplice (1992-93), per oltre 300 puntate, e ha curato e condotto gli spazi storici della rubrica Filo Rosso di Gianni Bisiach per Rai 2-DSE. 
Ha, inoltre, realizzato gli speciali televisivi Giordano Bruno, Edgar Allan Poe, Alla ricerca di Dracula (1992), Storia della magia (1993); ha curato e condotto gli spazi filosofici de La stanza del principe (1994); ha curato e condotto le 22 puntate di Storia della cavalleria (1994) e il Prix Italia (1994).
Per il palinsesto di Rai Notte, tra il 1996 e il 2010, è stato autore e conduttore di numerosi programmi, come Anima Good News, Il mare di notte, Inconscio e magia, Inconscio e magia – Psiche, l'unico programma televisivo RAI dedicato alla poesia, Guarire insieme (2003). È stato spesso ospite, come opinionista, nelle rubriche letterarie e culturali di Rai 1.

### Insegnamento
Oltre alla produzione culturale televisiva, fin dagli anni Settanta si è occupato di insegnamento, in particolare del rapporto tra la filosofia antica e psicologia junghiana, e, inoltre, del settore editoriale, come curatore ed editorialista di numerose riviste, come Abstracta, e come autore di più di 30 libri. Nel 1980 è stato invitato da François Châtelet a tenere corsi presso il Politecnico della Sorbona di Parigi sulla magia e l'arte della memoria.
Tra il 1987 e il 1991 è stato direttore della rivista L'informatore librario per la casa editrice Lucarini. Nel 2001 è stato direttore, per la RaiEri – Pantheon, della rivista Anima Mundi, con la collaborazione di James Hillman, A. Guggenbhul-Craig, F. Donfrancesco, C. Stroppa, ecc. Nel 2002 è stato invitato dall'Istituto di Cultura Italiana di New York per una serie di seminari.
Dal 2003 è stato docente di Filosofia antica all'Università di Siena, presso la cattedra di Enrico Cheli. È stato docente di Filosofia antica e vicedirettore della Scuola di Psicoterapia Psicosintetica ed Ipnosi Ericksoniana "H. Bernheim" di Verona, vicedirettore della scuola di Psicanalisi di Mestre AEPSI e docente di filosofia per IKOS - Istituto di Comunicazione Olistica Sociale di Bari.

## Riconoscimenti
- Premio letterario "Castiglioncello" nel 1989, "Cosentino" e "Cirò Marina" per l'opera Giordano Bruno
- Premio giornalistico "Magarotto" nel 1992
- Premio "Chianciano" per la critica radiotelevisiva nel 1993
- Premio "La penna d'oro", settore spettacolo, nel 1998
- Premio "Moncalieri" alla carriera nel 2010
- Premio "Arte e Spirito" per la televisione, conferito dalla Repubblica di San Marino nel 2014

## Opere
- Itinerari magici d'Italia. Una guida alternativa, II, Centro, con Luciano Gianfranceschi, Roma, Edizioni Mediterranee, 1980.
- I grandi del mistero, a cura di e con Luciano Gianfranceschi, Firenze, Salani, 1980.
- Storia della magia mediterranea, con Andrea Forte, Roma, Atanor, 1980.
- Un'avventura nel Rinascimento, Milano, Fiore d'oro, 1981.
- Morte di un bacio, Roma, Lucarini, 1984. ISBN 88-7033-028-1.
- I tarocchi di Giordano Bruno. Le carte della memoria, Milano, Jaca Book, 1984. ISBN 88-16-28006-9.
- Racconti di tenebra, a cura di, Roma, Newton Compton, 1987.
- Giordano Bruno. Tra magia e avventure, tra lotte e sortilegi la storia appassionante di un uomo che, ritenuto mago dai contemporanei, fu condannato per eresie dall'Inquisizione e arso vivo sul rogo, collaborazione alle ricerche di Anna Mirabile, Roma, Newton Compton, 1988.
- La battaglia della montagna bianca, Chieti, Solfanelli, 1989.
- Giordano Bruno. Vita e avventure di un pericoloso maestro del pensiero, Milano, Bompiani, 1991. ISBN 88-452-1763-9.
- Roma magica e misteriosa. Dalla sedia del diavolo ai fantasmi di villa Stuart, dalla cripta dei Cappuccini alla Porta Magica di piazza Vittorio, un viaggio affascinante nel cuore segreto della città eterna e dei suoi dintorni, con Francesco Fantasia, Roma, Newton Compton, 1991.
- Misteri. Quasi un manifesto della letteratura del mistero e del segreto, a cura di e con Franco Scaglia, Milano, Camunia, 1992. ISBN 9788877671196
- Grandi castelli, grandi maghi, grandi roghi, Milano, Rizzoli, 1994. ISBN 88-17-84314-8.
- Storia della magia. Grandi castelli, grandi maghi, grandi roghi, Milano, Bompiani, 1995. ISBN 88-452-2580-1.
- Il ritorno della grande madre, Milano, Il Saggiatore, 1997. ISBN 88-428-0579-3.
- La magia, in collaborazione con Andrea Aromatico e Stefania Quattrone, Roma-Venezia, RAI-ERI-Marsilio, 1998. ISBN 88-317-7024-1.
- Coincidenze miracolose, Roma-Rimini, RAI-ERI-Idealibri, 1999. ISBN 88-7082-610-4.
- Donne magiche, Roma-Rimini, RAI-ERI-Idealibri, 2000. ISBN 88-7082-670-8.
- A come anima, Milano, Pratiche, 2001. ISBN 88-7380-715-1; 2002. ISBN 88-7380-735-6.
- Saggio in Valerio De Filippis, La quiete del Terrifico, Fasano, Schena, 2001. ISBN 88-8229-279-7.
- C come cuore. Pagine per lenire il mal d'amore, Milano, Pratiche, 2003. ISBN 88-7380-747-X.
- Gabriele la Porta intervista Ettore Bernabei, Roma, Edizioni Eri, 2003. ISBN 88-397-1260-7.
- S come seduzione. Dizionario dell'eros e della sensualità, Milano, Il Saggiatore, 2004. ISBN 88-438-0492-8.
- P come passioni. Dizionario delle emozioni e dell'estasi, Milano, Tropea, 2005. ISBN 88-438-0506-1.
- Dizionario dell'inconscio e della magia, Milano, Sperling & Kupfer, 2008. ISBN 978-88-200-4642-2.
- Tu chiamale se vuoi coincidenze. Quaranta storie realmente accadute, Roma, La lepre, 2011. ISBN 978-88-96052-41-9.

## Filmografia
- Il mistero di Dante, regia di Louis Nero (2014)